# Plataforma PF2 PSA
La Plataforma PF2 es una plataforma automotriz desarrollada por ingenieros del grupo automovilístico francés PSA Peugeot Citroën. Está diseñada para vehículos medianos con tracción delantera o tracción a las cuatro ruedas, motor eléctrico y motor transversal. La primera aplicación de la plataforma PF2 fue el Peugeot 307 de 2001. 
La plataforma se eliminará progresivamente a partir de 2013 y será sustituida por la plataforma PSA EMP2, que fusiona las plataformas PF2 y PF3 en un nuevo sistema modular.

## Modelos
Vehículos basados en la plataforma PF2:
- Regular
  - 2001–2008 Peugeot 307, esencialmente una mezcla de las plataformas 306/Xsara/ZX y PF2. [3]
  - 2004–2010 Citroën C4
  - 2007–2013 Peugeot 308
  - 2009–2016 Peugeot 3008
  - 2009–2012 Citroën C4 Sedan (C-Quatre)
  - 2010–2015 Peugeot RCZ
  - 2010–2018 Citroën C4 II
  - 2011–2018 Citroën DS4 [4]
  - 2015–2018 DS 4 [4]
  - 2016–2018 DS 4 Crossback
  - 2016–2018 DongFeng H30 Cross
  - 2014–2020 DS 6 (China)  [5]

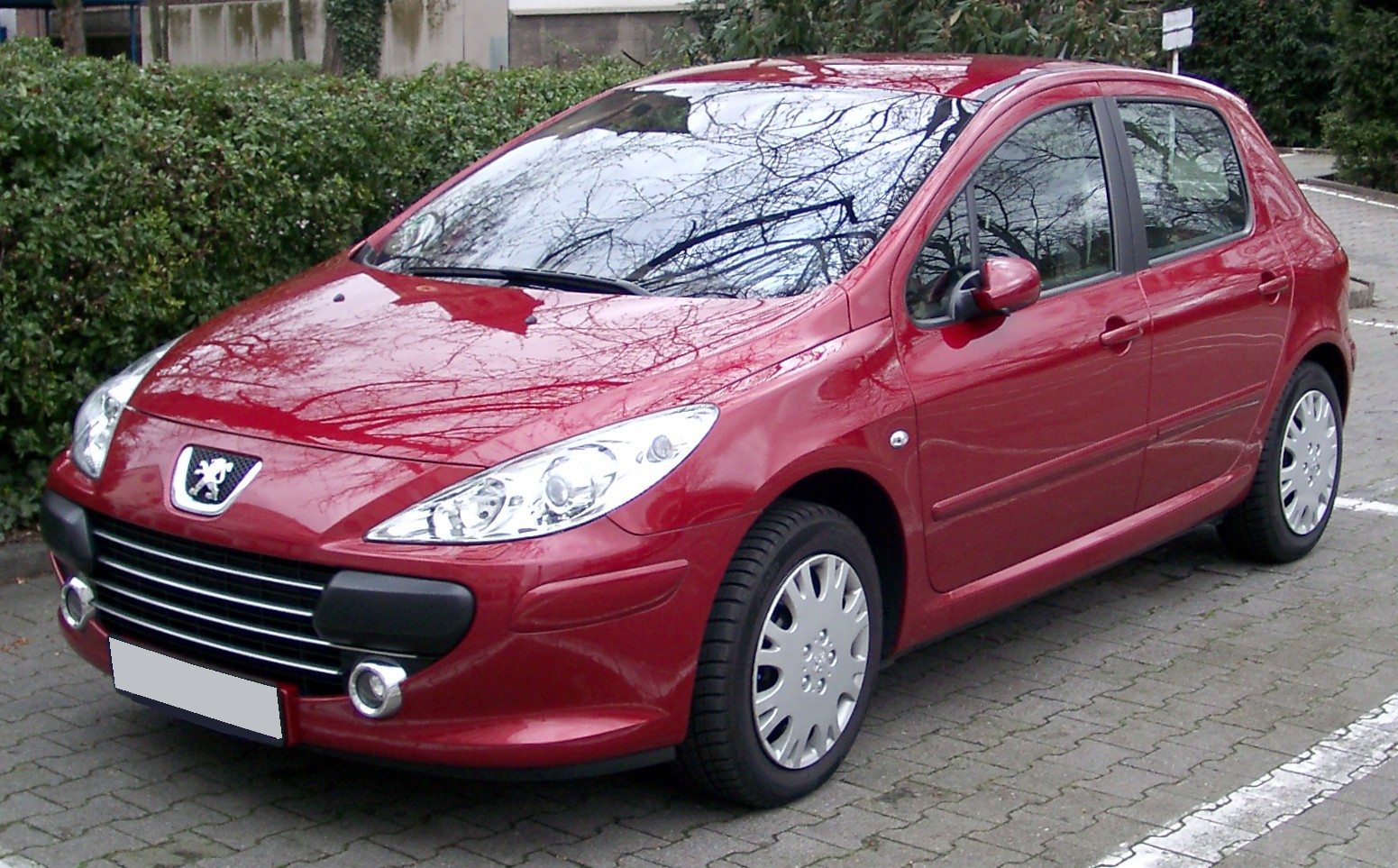
Peugeot 307
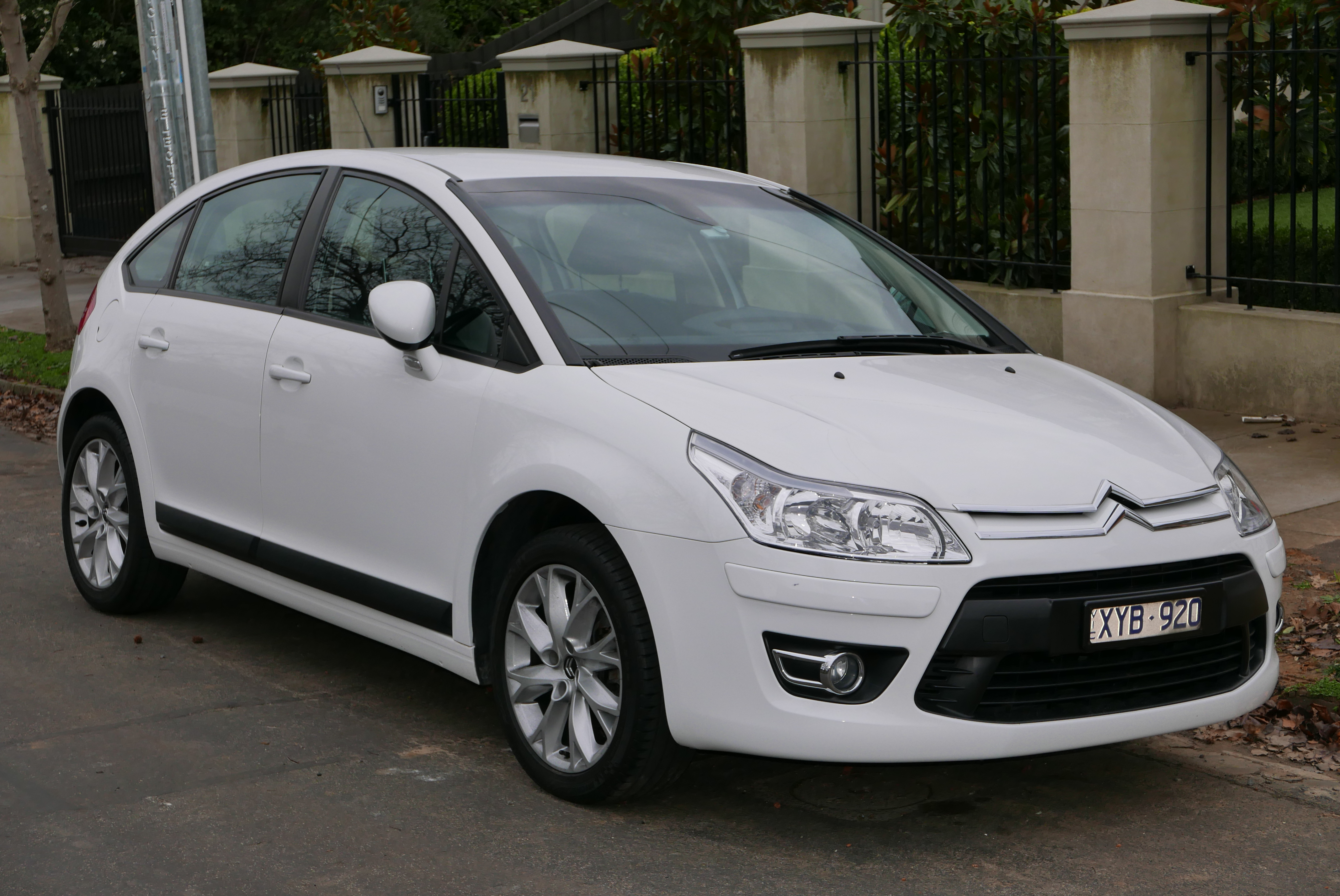
Citroën C4
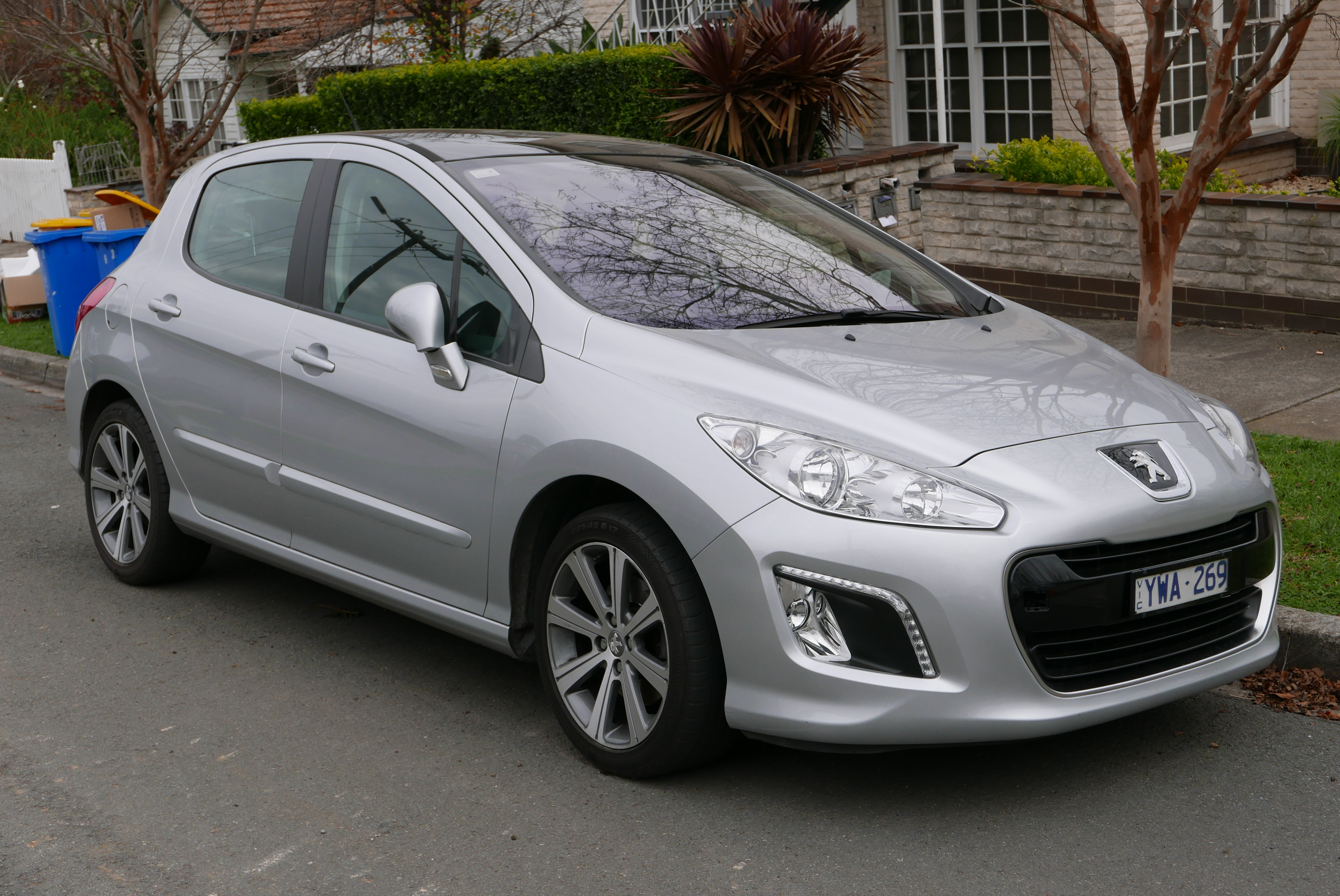
Peugeot 308
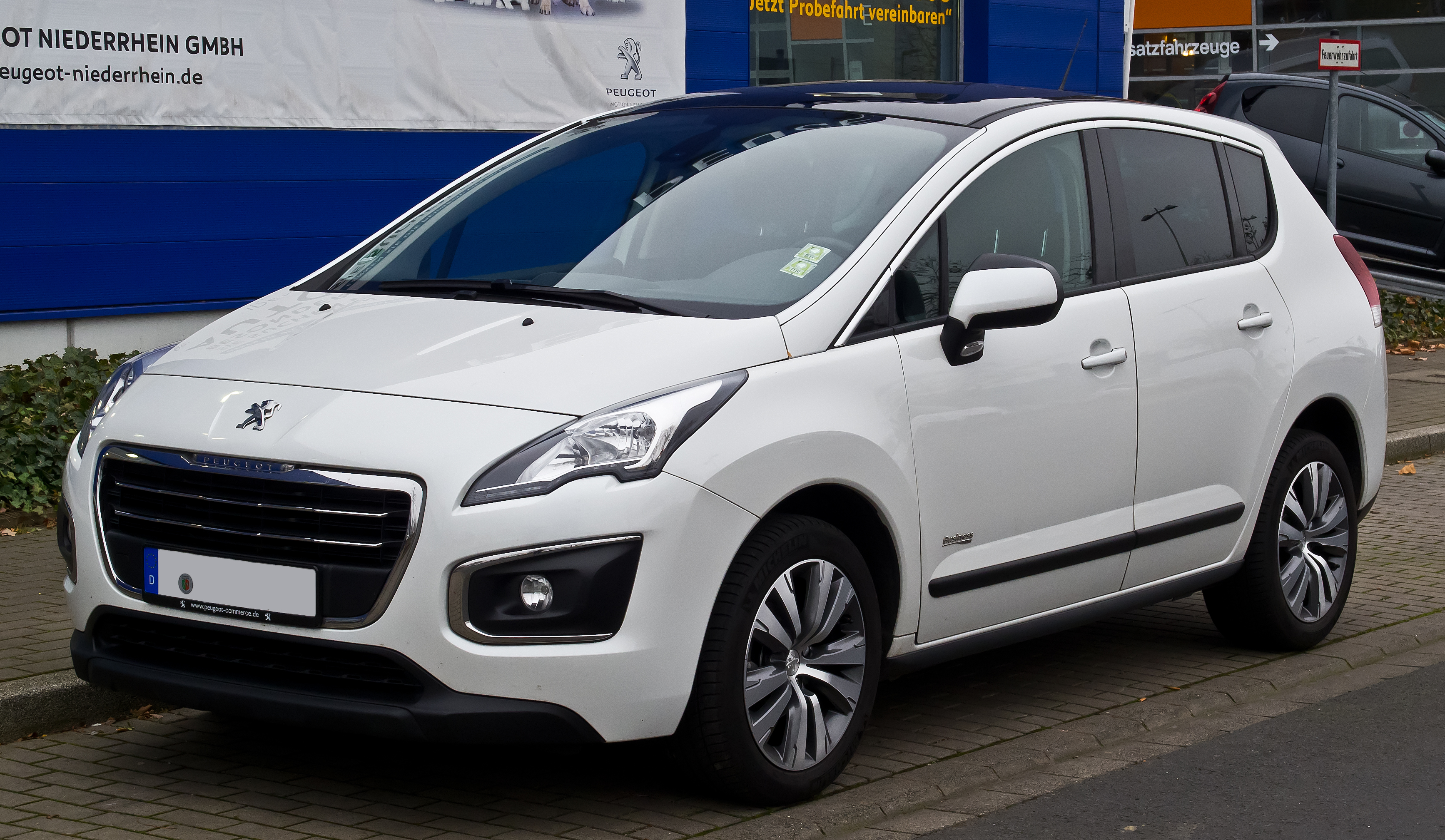
Peugeot 3008
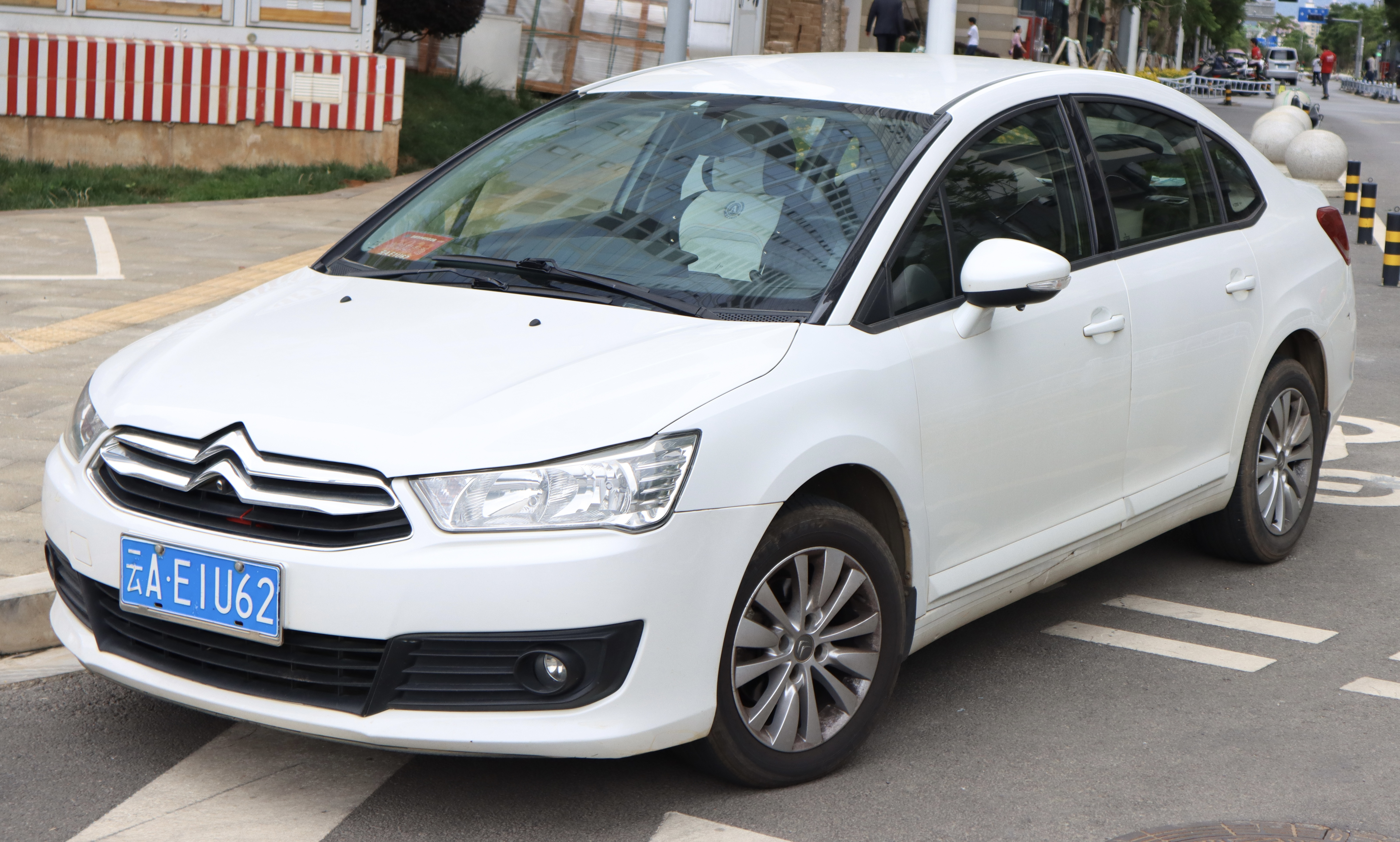
Citroën C4 Sedan (C-Quatre)
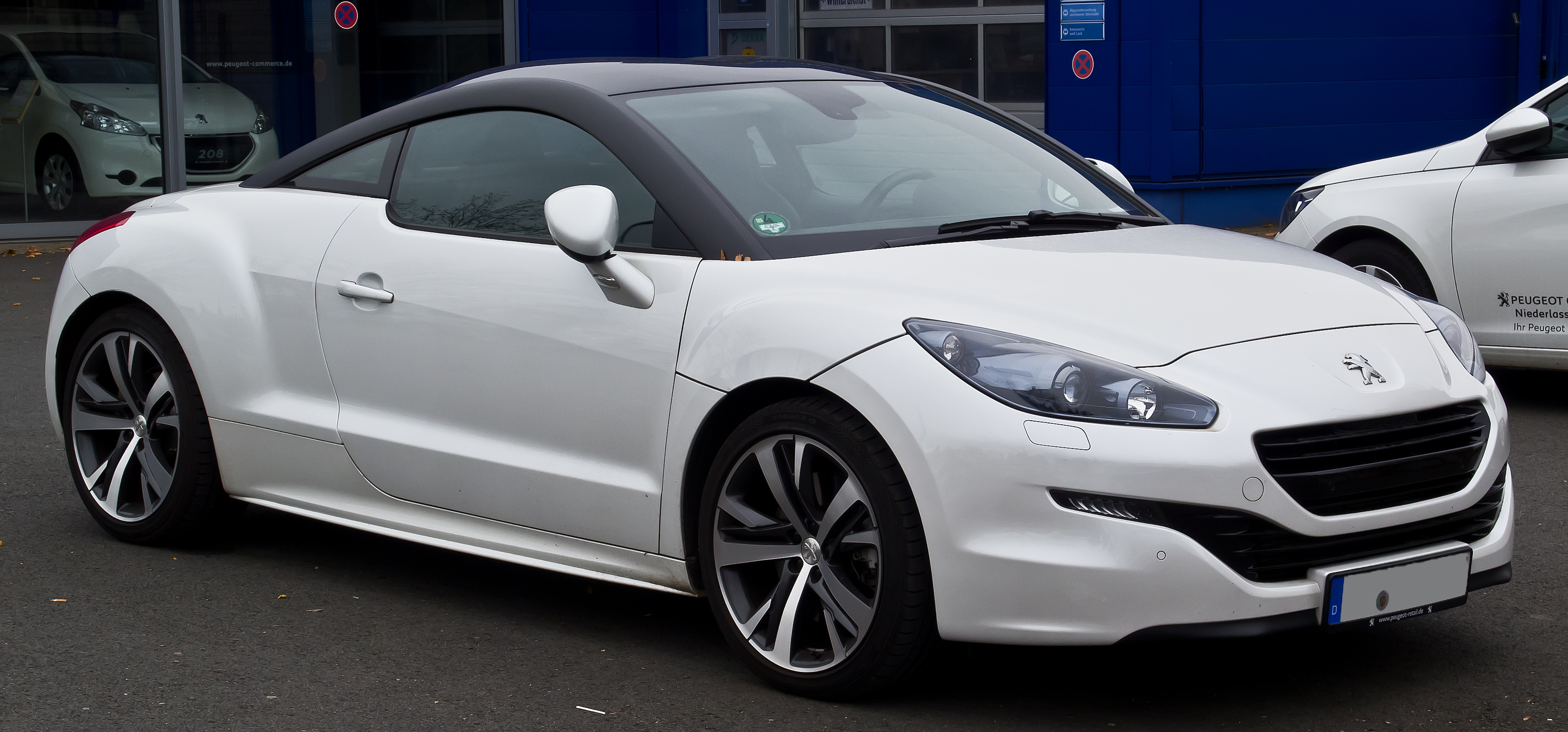
Peugeot RCZ
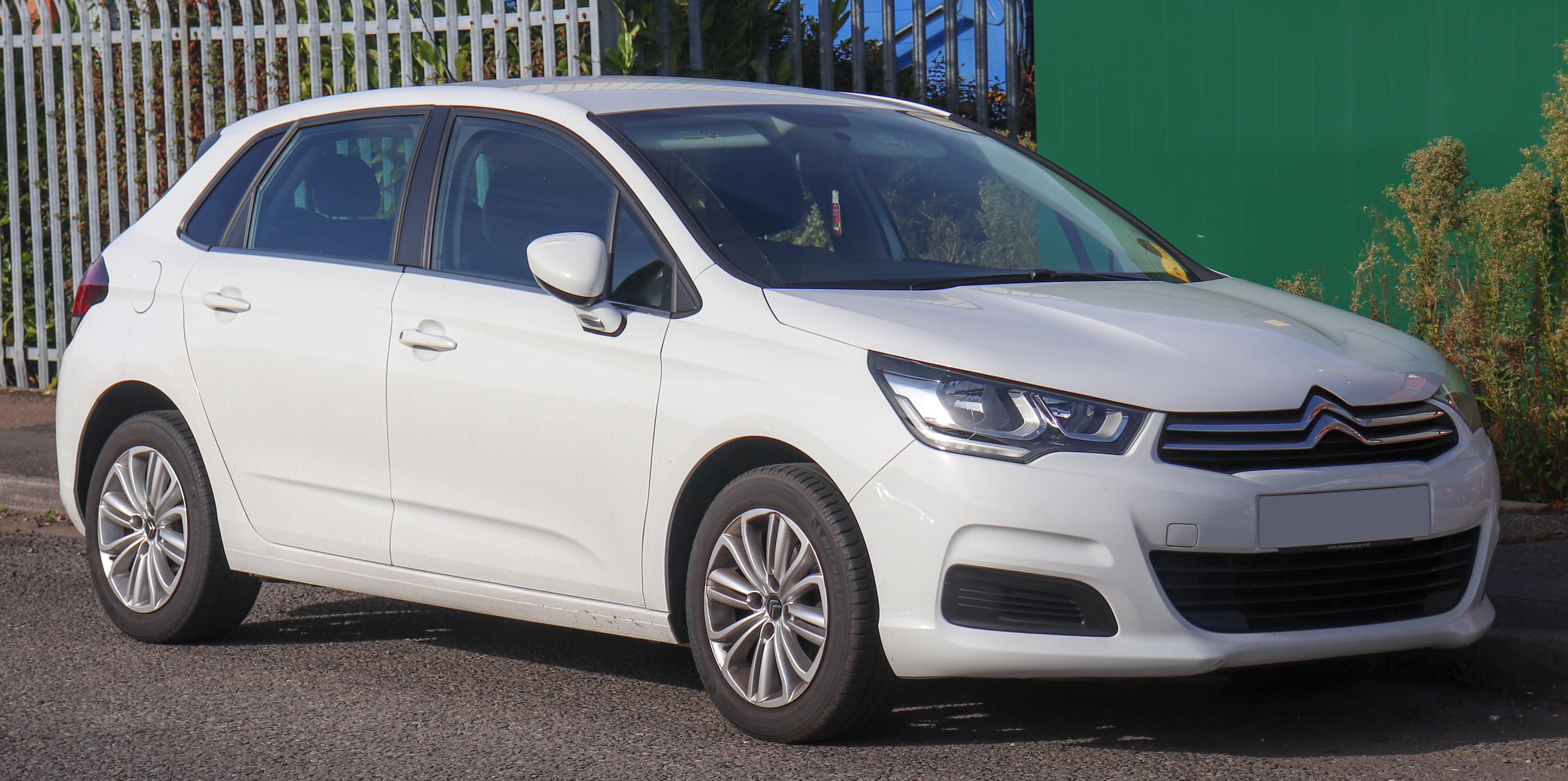
Citroën C4 II
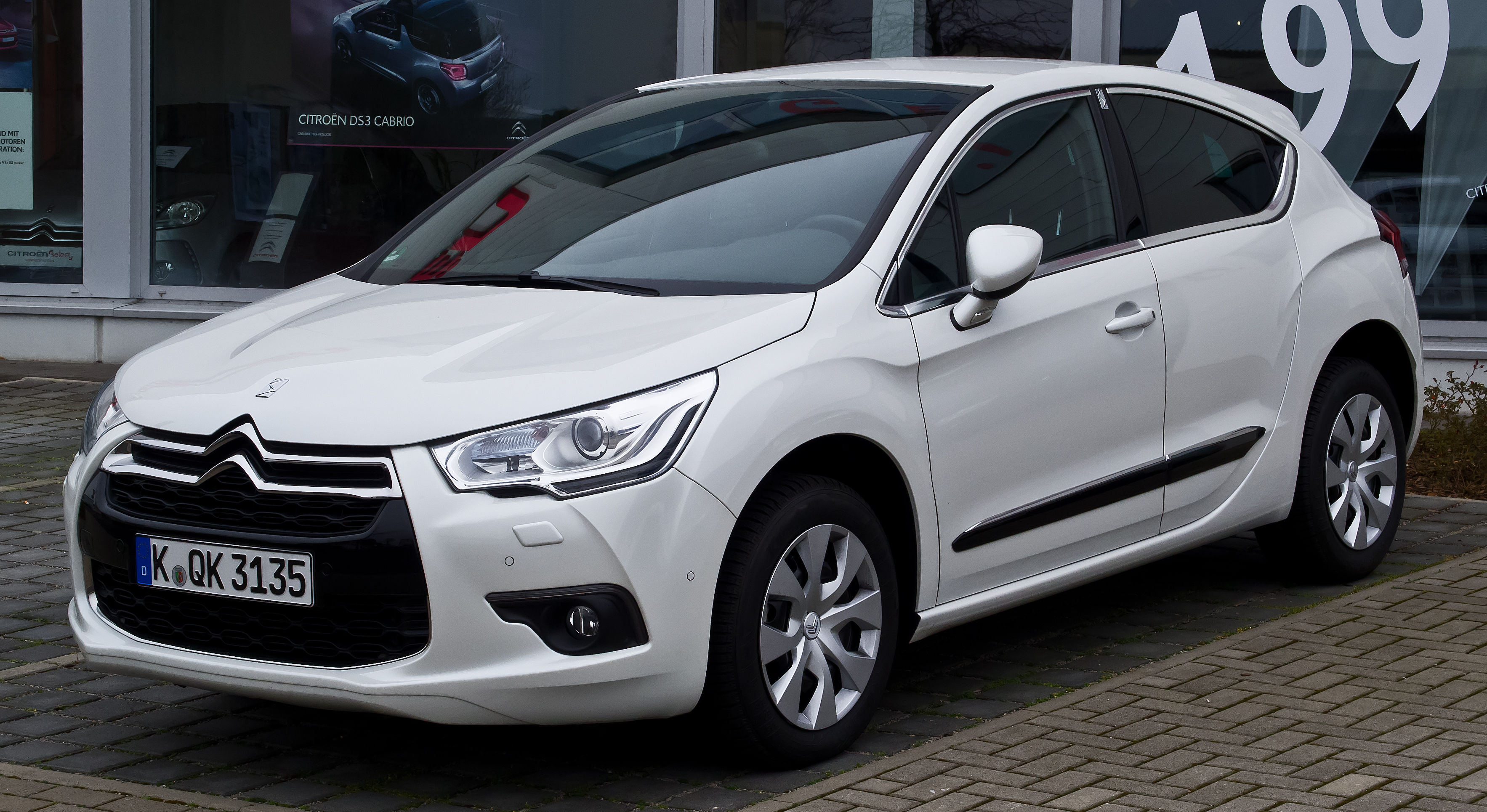
Citroën DS4
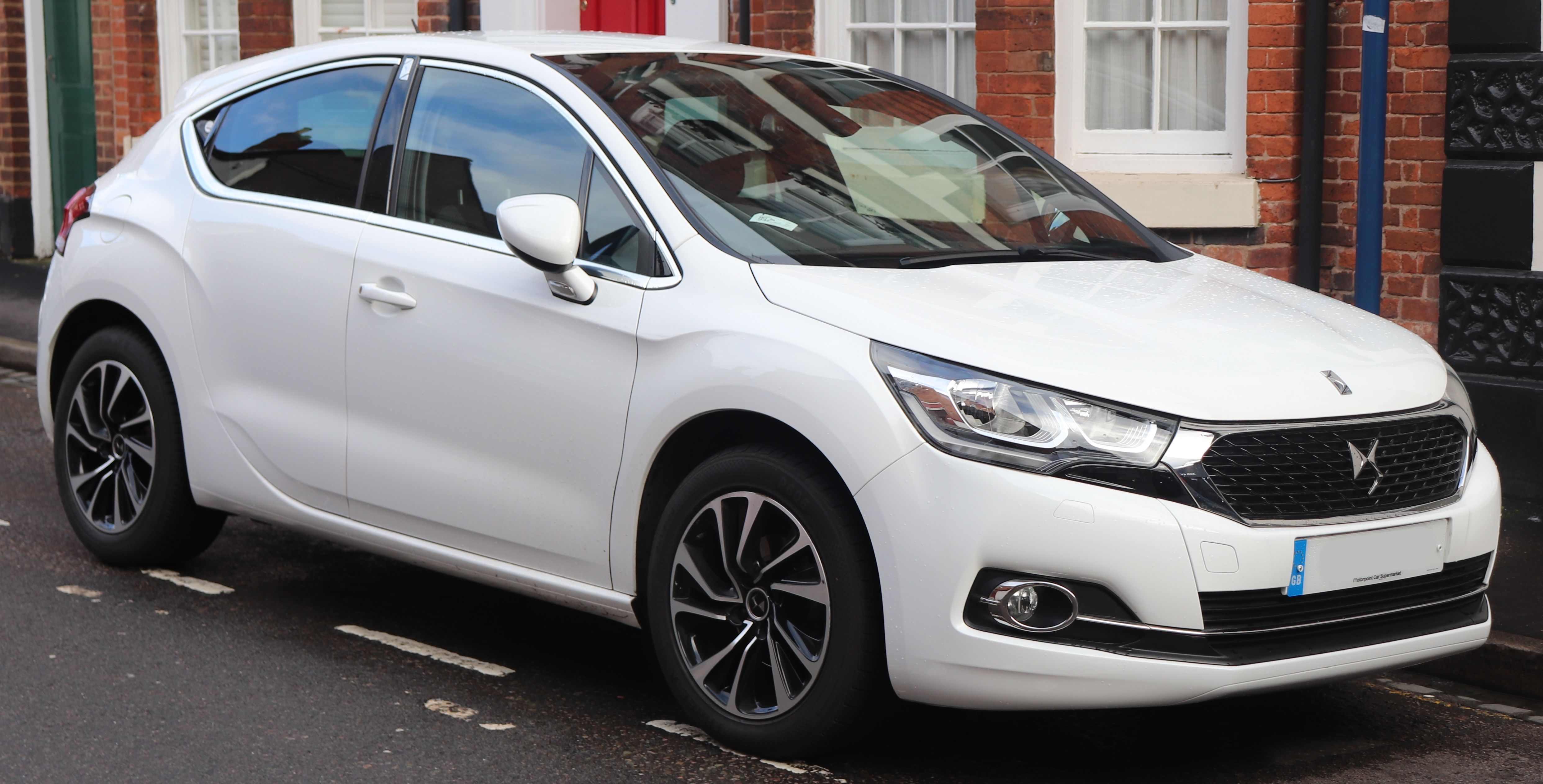
DS 4
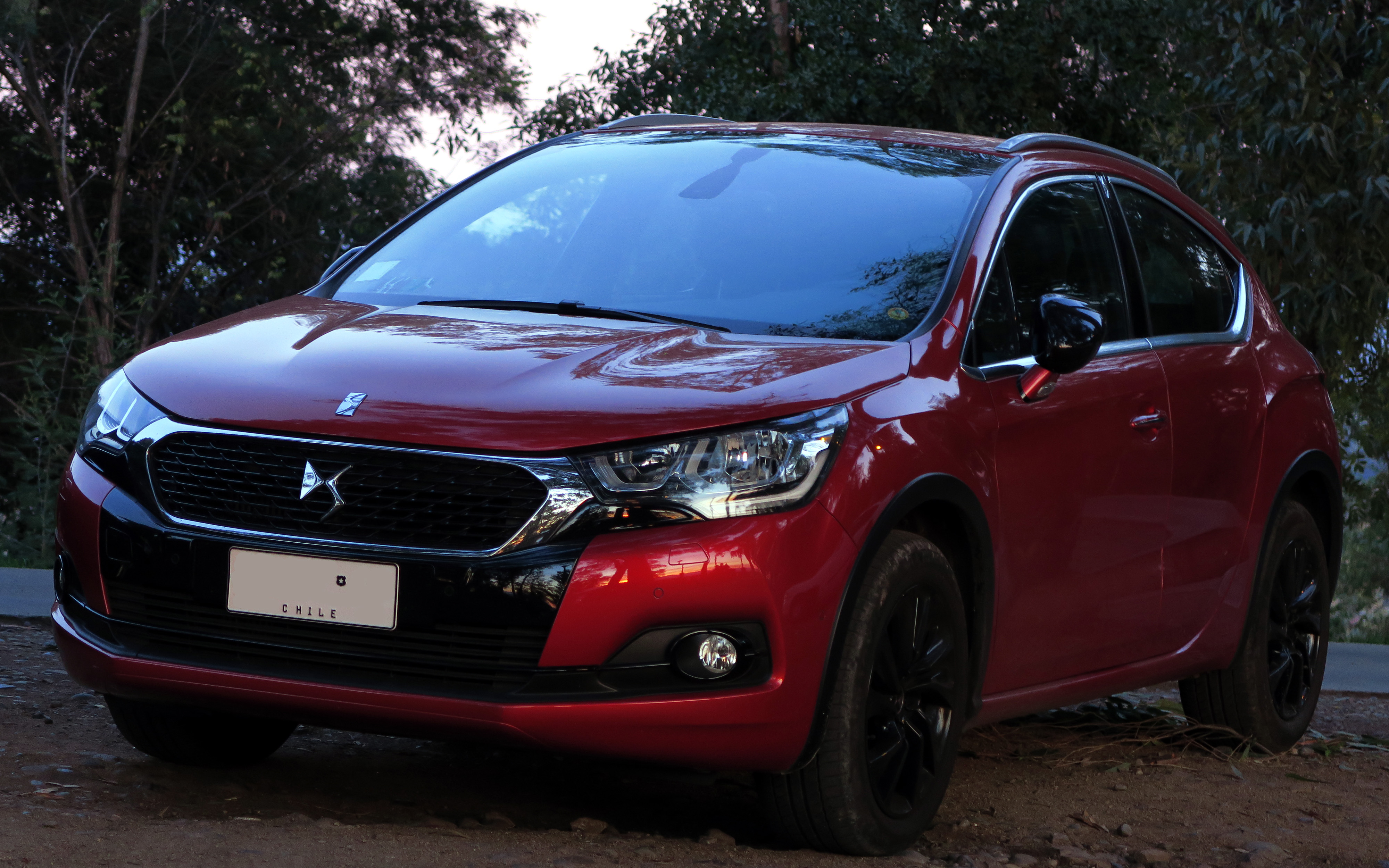
DS 4 Crossback
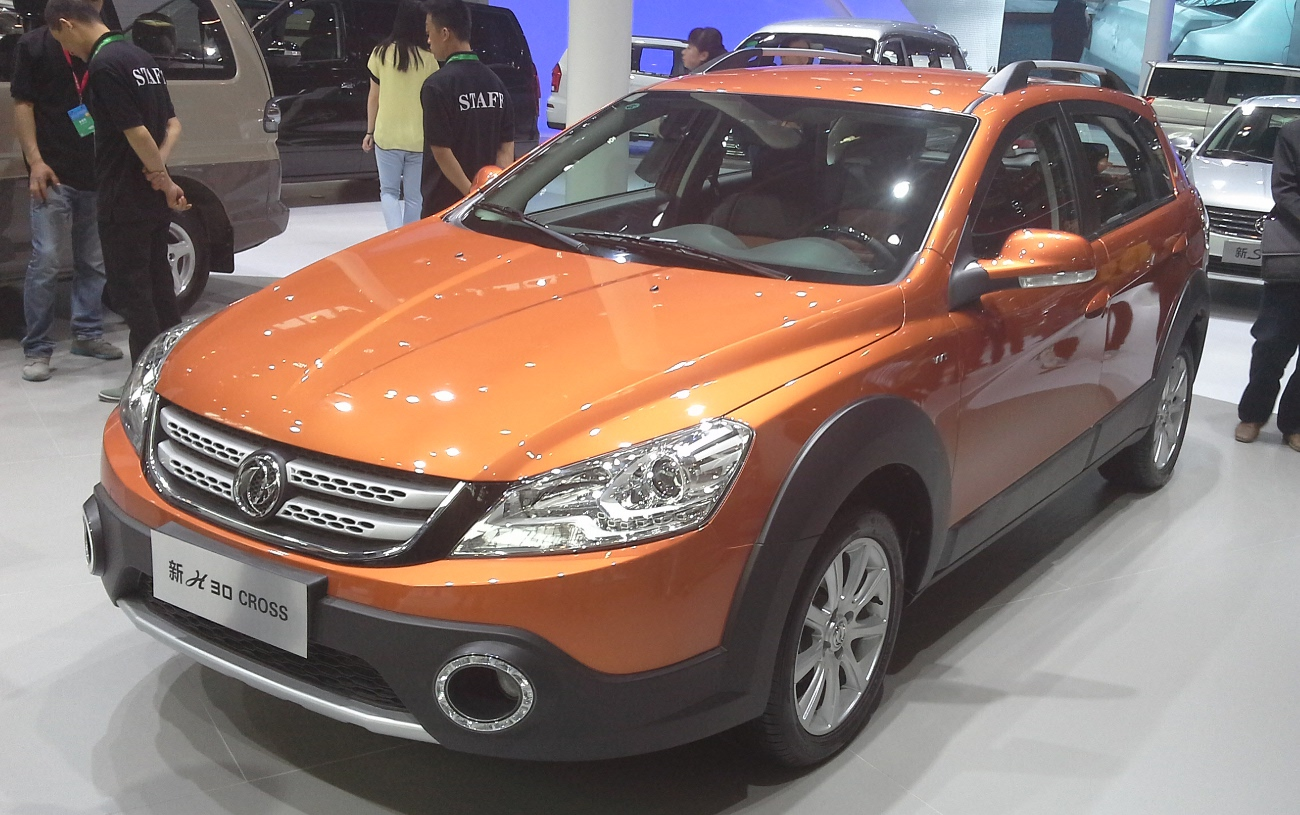
DongFeng H30 Cross
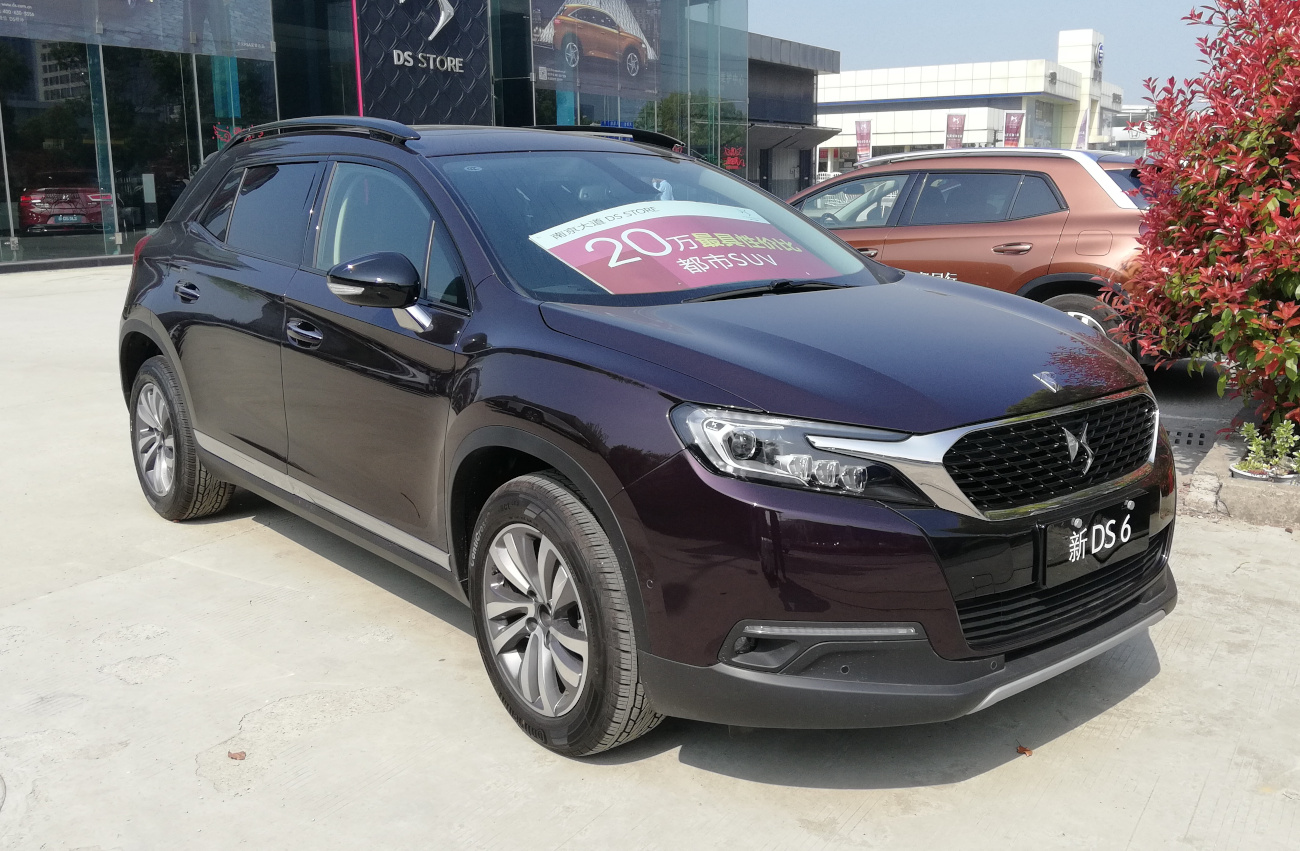
DS 6

- Extendido
  - 2002–2008 Peugeot 307 SW
  - 2006–2013 Citroën C4 Picasso [6]
  - 2006–2013 Citroën C4 Sedan (C-Triomphe/Pallas)
  - 2008–2018 Citroën Berlingo [7]
  - 2008–2018 Peugeot Partner [8]
  - 2008–2014 Peugeot 308 SW
  - 2009–2016 Peugeot 5008
  - 2010–2014 Peugeot 408
  - 2011–2018 Citroën DS5
  - 2015–2018 DS 5 [9][10]
  - 2012–2022 Citroën C4 II L

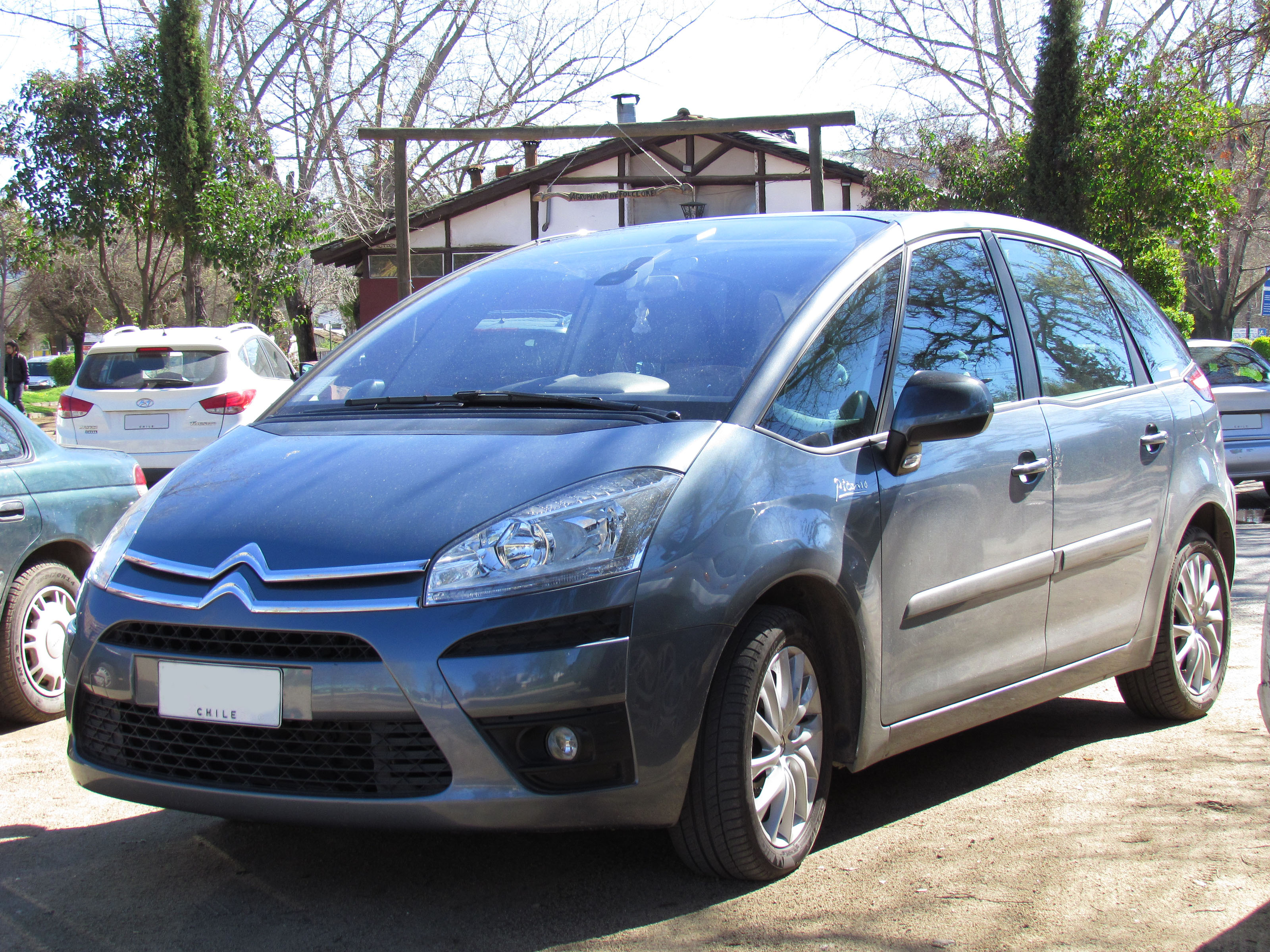
Citroën C4 Picasso
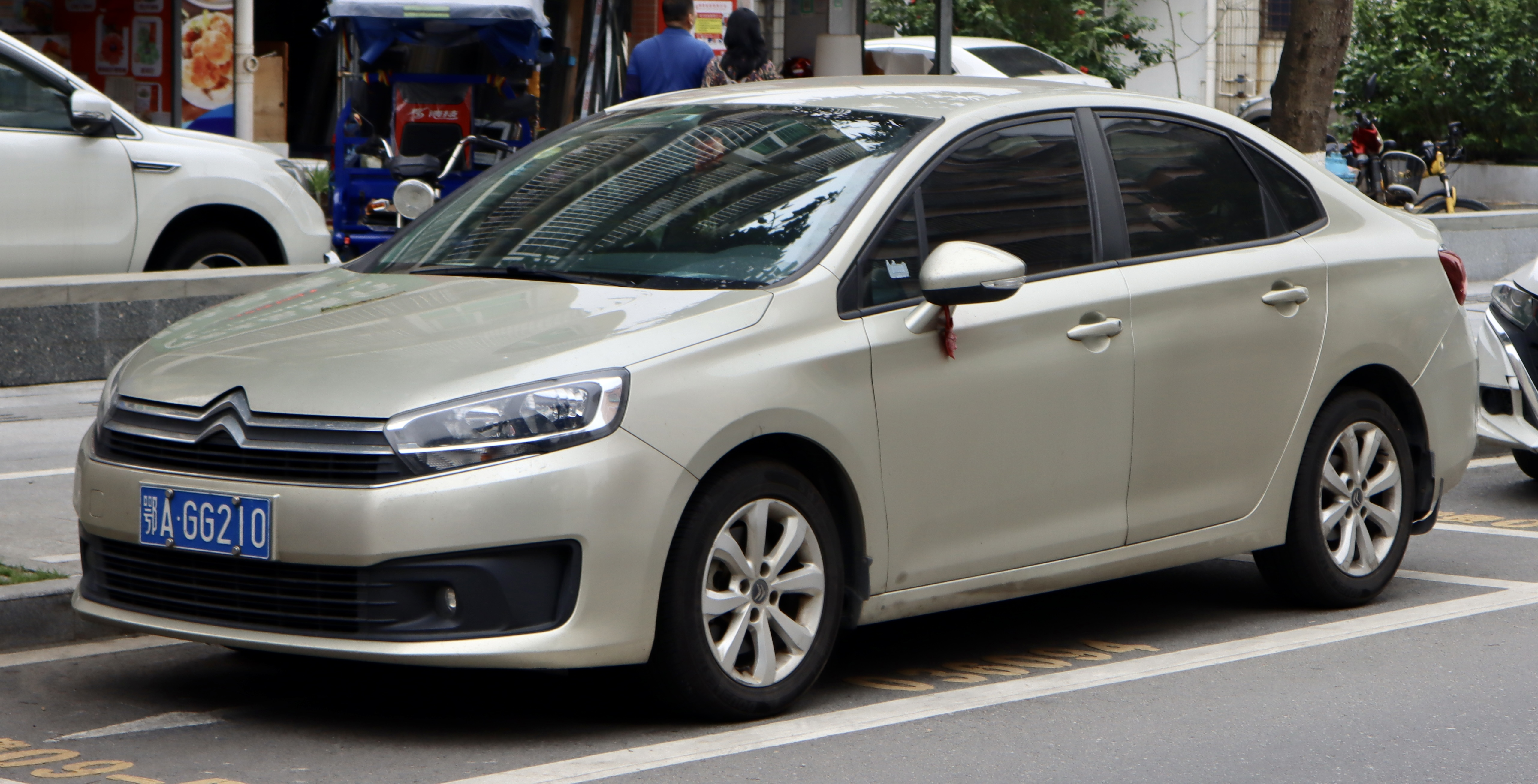
Citroën C4 Sedan (C-Triomphe/Pallas)
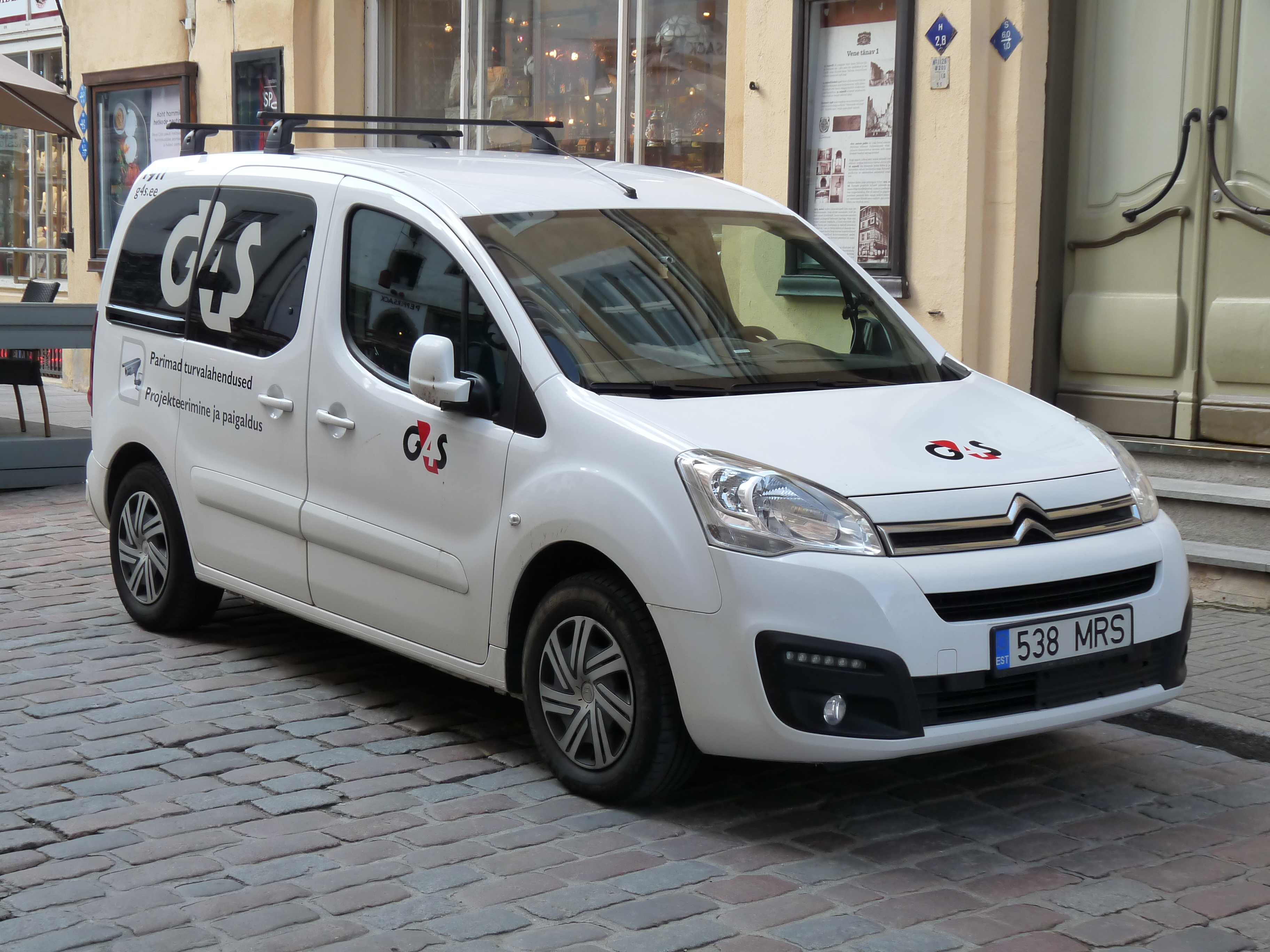
Citroën Berlingo
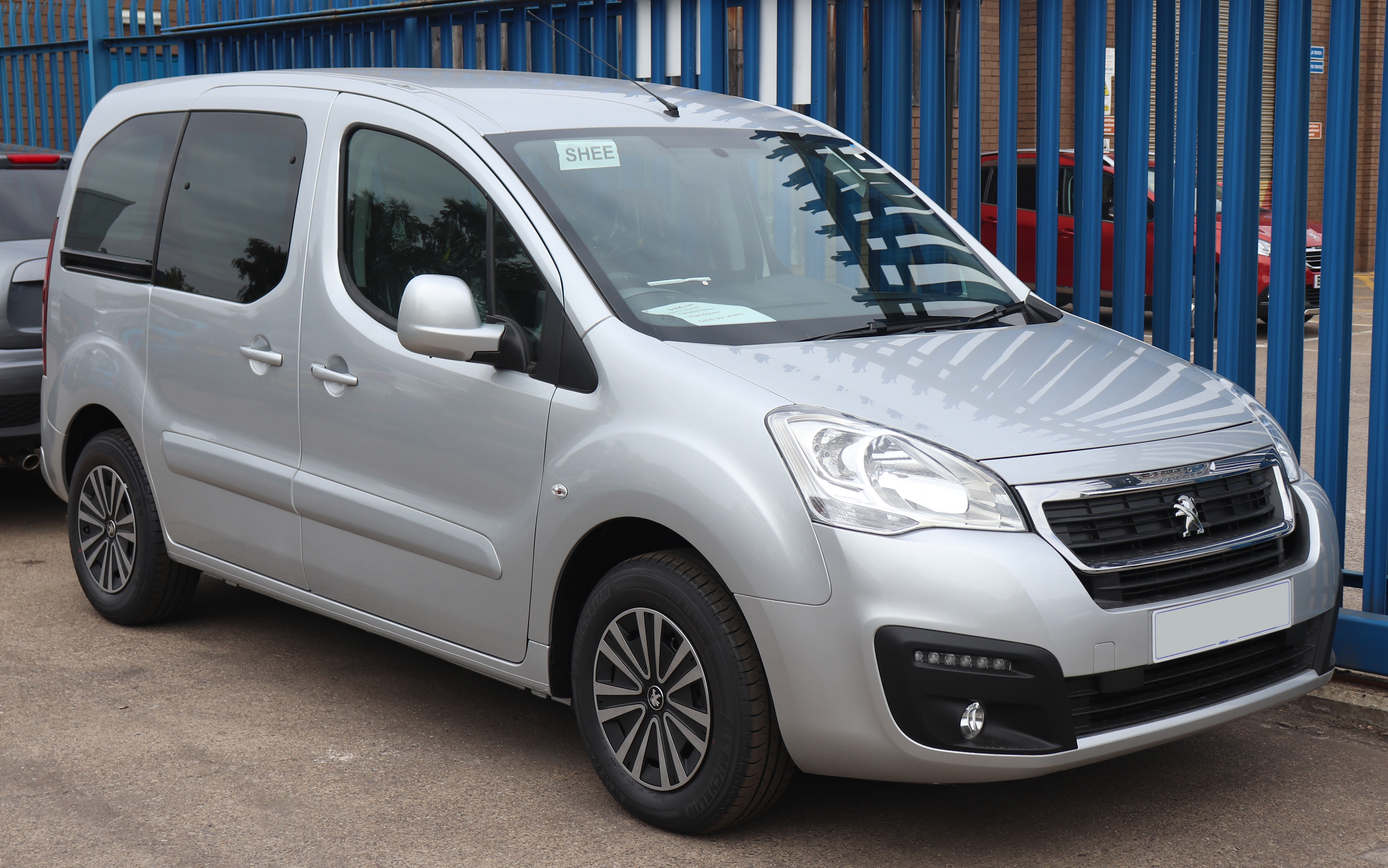
Peugeot Partner
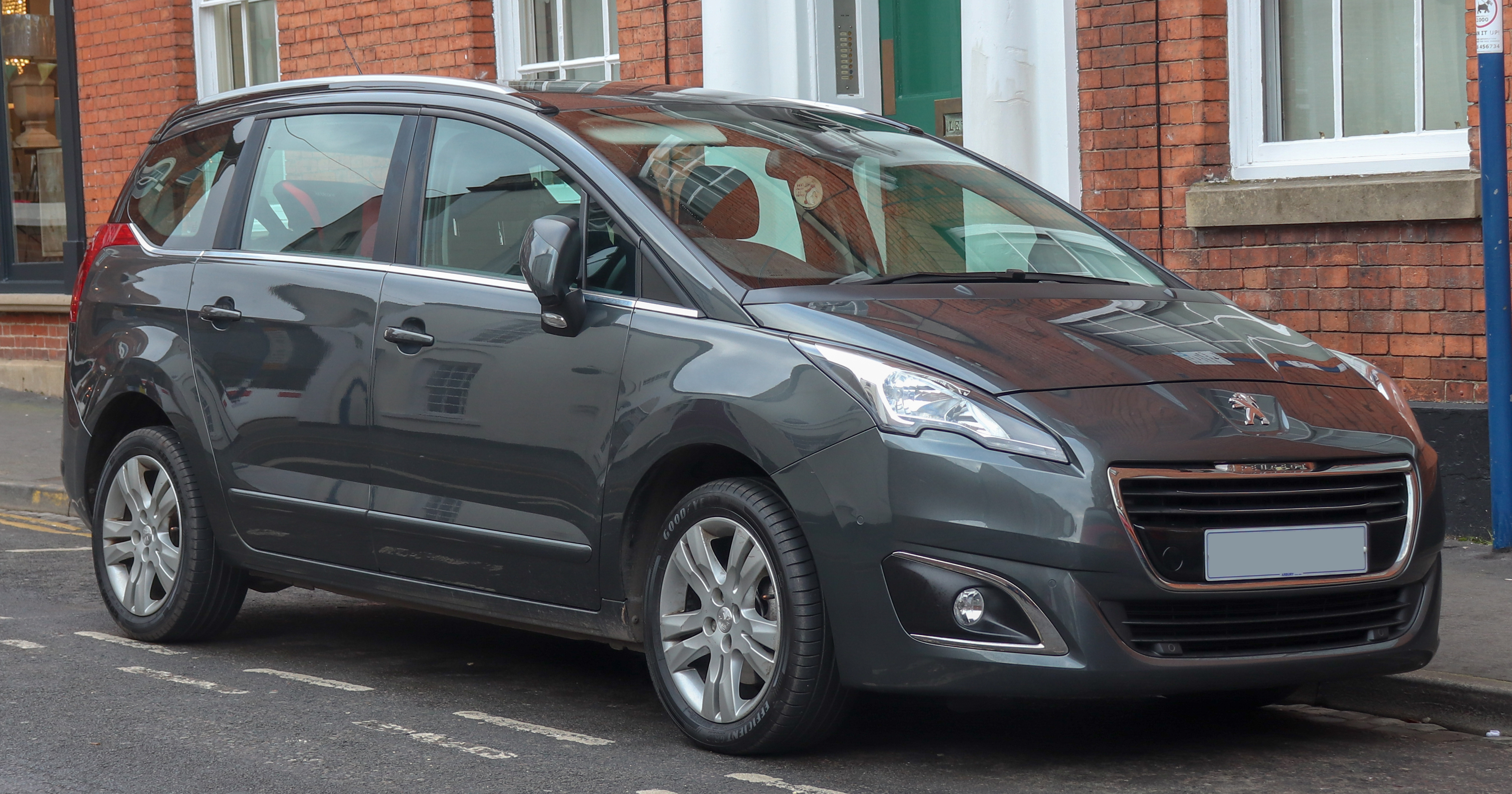
Peugeot 5008
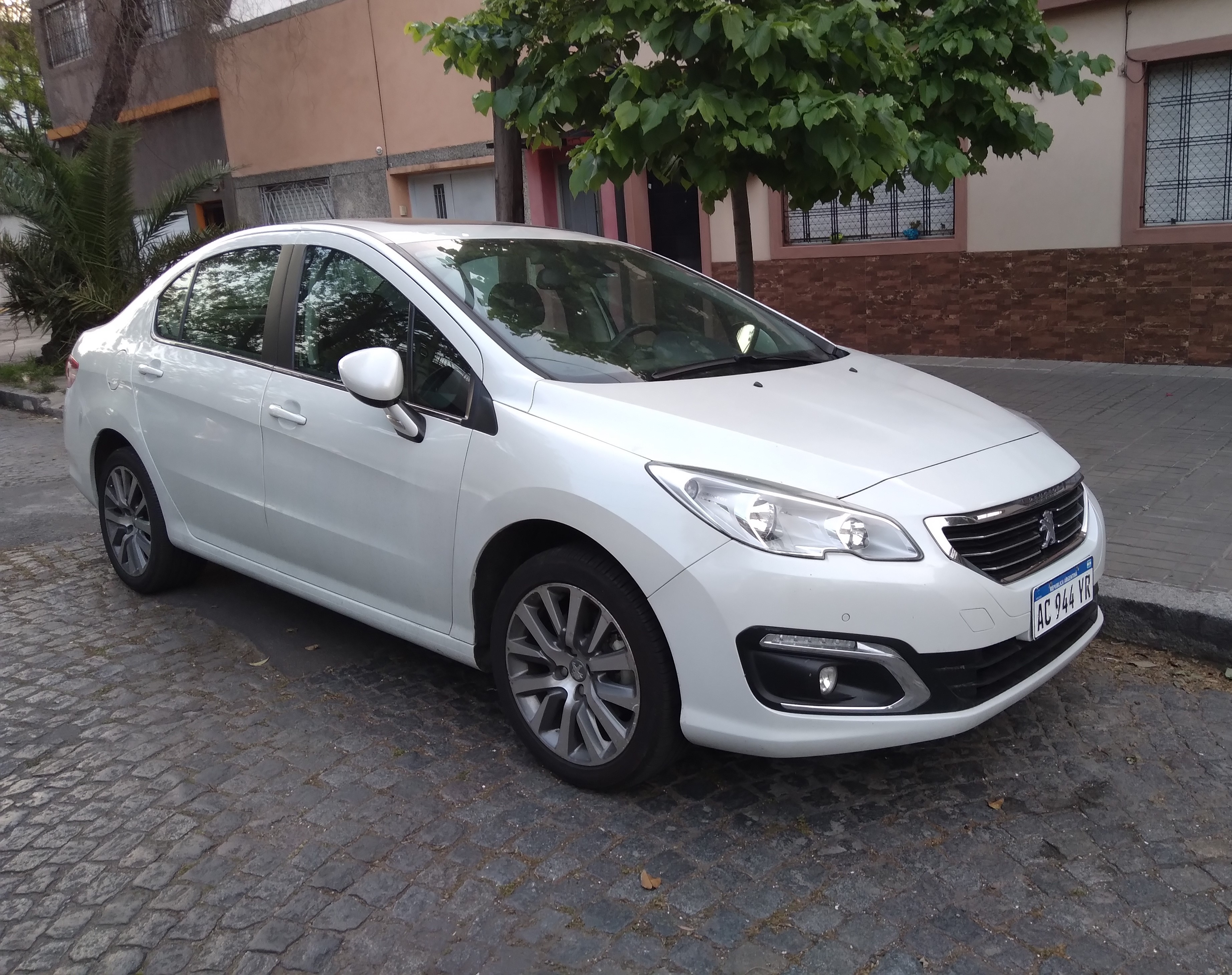
Peugeot 408
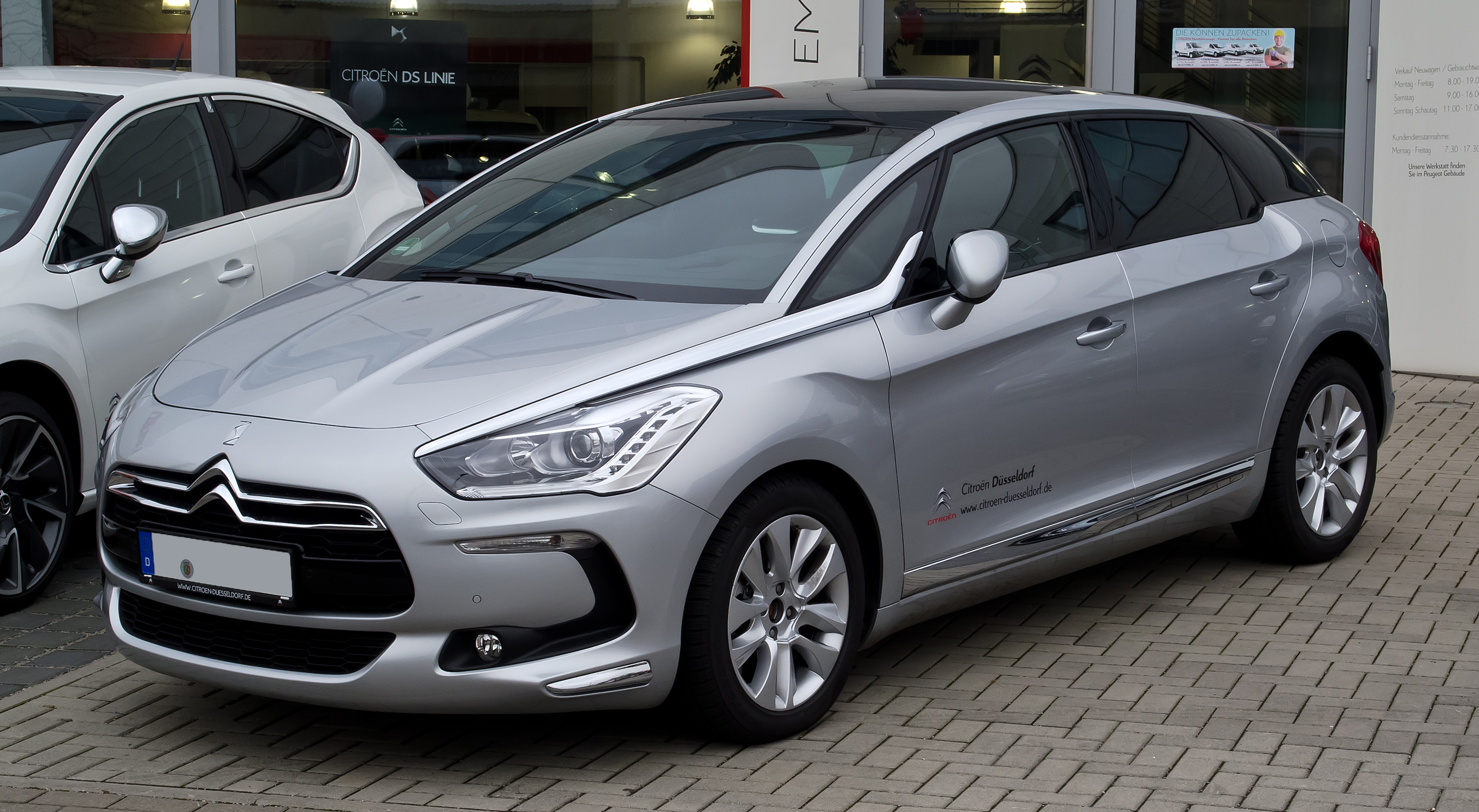
Citroën DS5
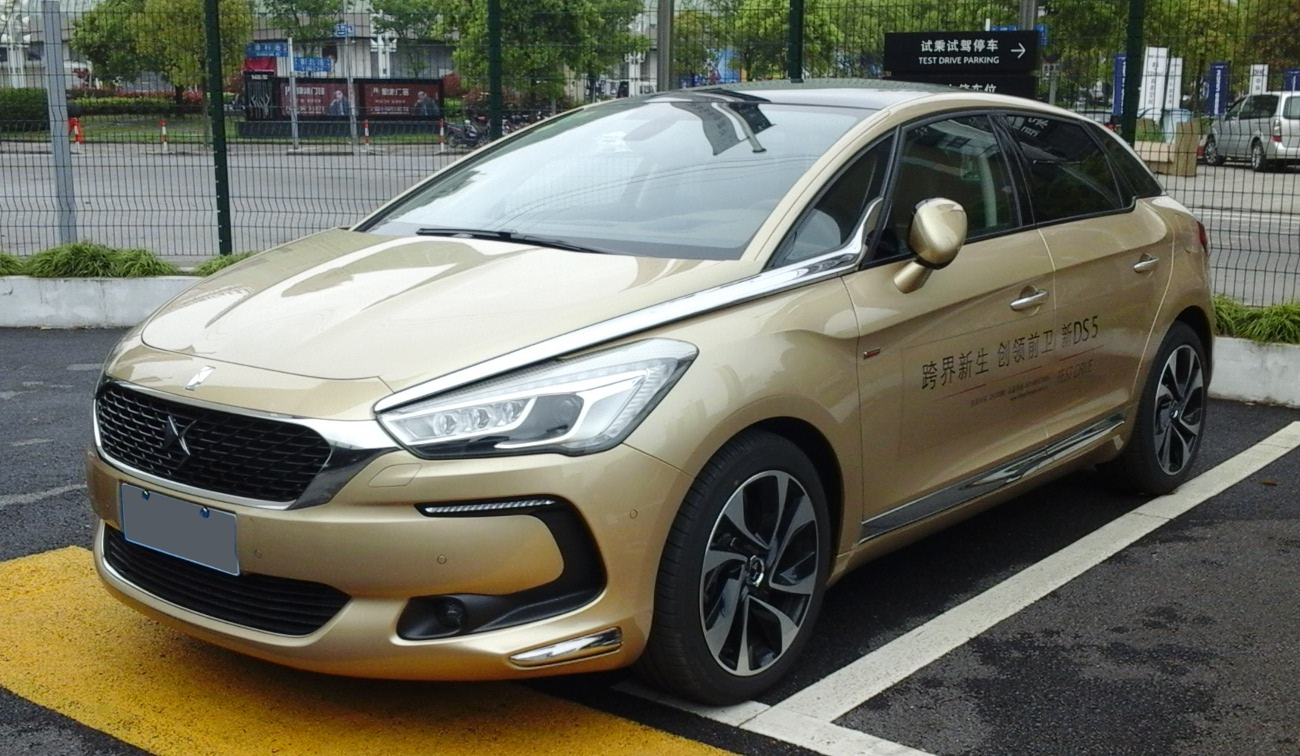
DS 5
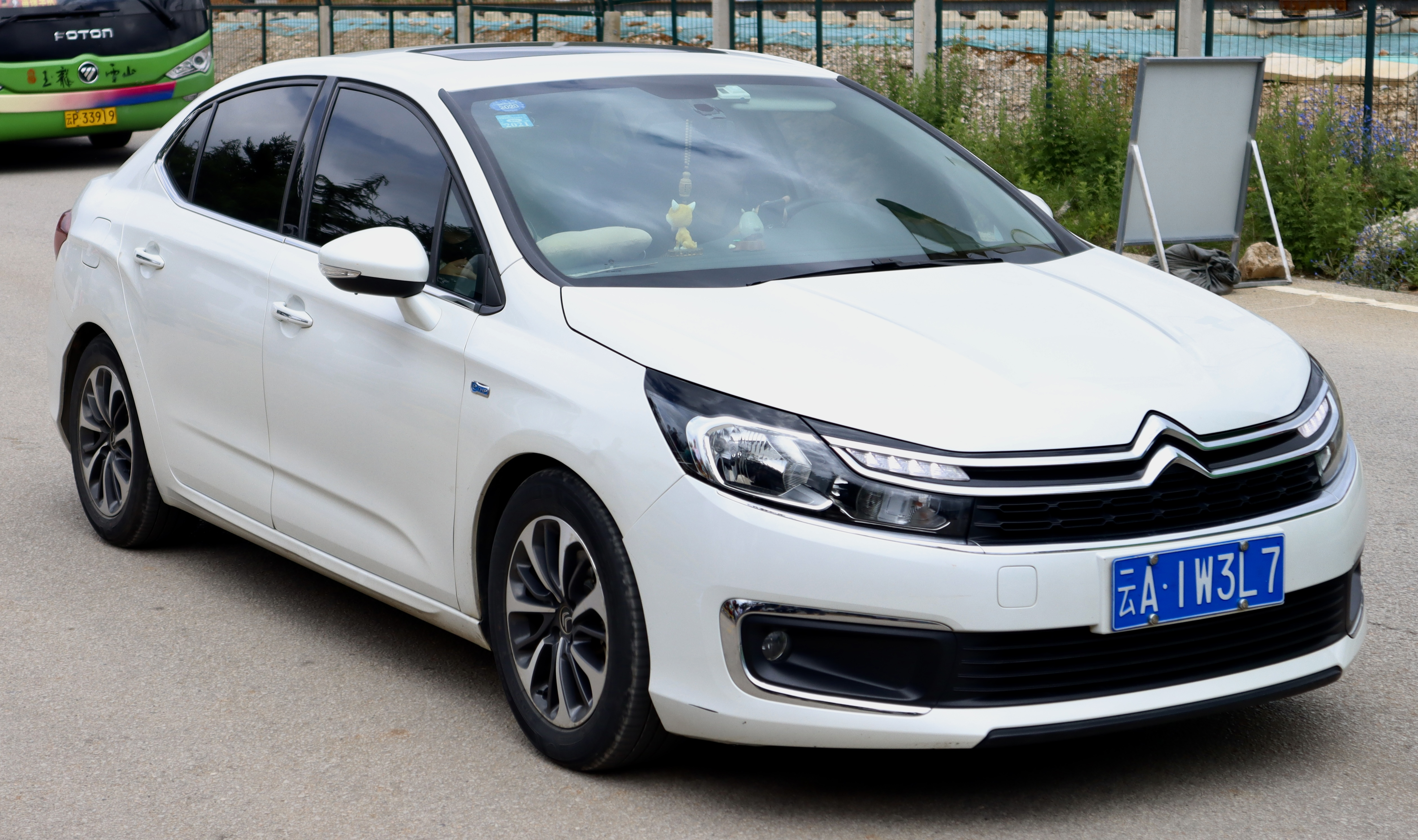
Citroën C4 II L